# Schaurteïta
La schaurteïta és un mineral de la classe dels sulfats, que pertany al grup de la fleischerita. Anomenada així pel química alemany Werner T. Shaurte. El mineral tipus es conserva a la Universitat Tècnica de Berlin (Alemanya), a l'Escola Nacional de Mines de França així com al Museu Nacional d'Història Natural de Washington DC (EUA).

## Classificació
Segons la classificació de Nickel-Strunz, la schaurteïta pertany a «07.DF - Sulfats (selenats, etc.) amb anions addicionals, amb H₂O, amb cations de mida mitjana i grans» juntament amb els següents minerals: uklonskovita, caïnita, natrocalcita, metasideronatrita, sideronatrita, vlodavetsita, fleischerita, despujolsita, mallestigita, slavikita, metavoltina, peretaïta, lannonita, gordaïta, clairita, arzrunita, elyita, yecoraïta, riomarinaïta, dukeïta i xocolatlita.

## Característiques
La schaurteïta és un sulfat de fórmula química Ca₃Ge(SO₄)₂(OH)₆(H₂O)₃. Cristal·litza en el sistema hexagonal. La seva duresa a l'escala de Mohs és 2,5. Forma cristalls aciculars.

## Formació i jaciments
Es forma com a mineral secundari en les zones d'oxidació de dolomies hostes de mineralització hidrotermal polimetàl·lica. A la seva localitat tipus ha estat trobada associada a la germanita. Ha estat descrit només a la seva localitat tipus al Tsumeb, Namíbia.